# Katharina Gast
Katharina Gast (* 12. März 1984 in Remscheid, Nordrhein-Westfalen) ist eine deutsche Fernseh- und Hörfunkmoderatorin. Bekannt wurde sie als Moderatorin des Tigerenten Clubs in der ARD. Seit 2018 ist sie die Station-Voice des Radiosenders bigFM.

## Leben
Bereits mit sechs Jahren stand sie das erste Mal auf der Bühne, damals als Tänzerin. Sie erhielt Unterricht in Jazz Dance, Ballett, Modern Dance und Hip-Hop. Nach ihrem Abitur absolvierte sie eine Schauspielausbildung am Zentrum für Schauspiel, Bewegung und Tanz in Köln und erhielt im Anschluss erste Engagements in diversen Kölner Theaterproduktionen. Ihren ersten Fernsehauftritt als Schauspielerin hatte sie 2000 an der Seite von Anke Engelke, in der SAT.1-Comedy-Serie Anke. Es folgten weitere Rollen in Film und Fernsehen.
Von Dezember 2007 bis März 2012 war sie Moderatorin des Tigerenten Clubs in der ARD, zuerst gemeinsam mit Malte Arkona und anschließend ab Januar 2009 zusammen mit Pete Dwojak. Von 2009 bis 2012 moderierte sie auch das Wissensmagazin Tigerenten Club Xtra. Seit 2011 ist Gast als Reporterin für die WDR Lokalzeit unterwegs.
Seit 2009 ist Katharina Gast Botschafterin für das Deutsche Kinderhilfswerk. Neben Enie van de Meiklokjes, Markus Majowski, Daniel Aichinger und vielen Anderen, setzt  sie sich gemeinsam mit dem Deutschen Kinderhilfswerk für Kinderrechte, Beteiligung und die Überwindung von Kinderarmut in Deutschland ein. Des Weiteren unterstützt sie schon seit einigen Jahren den Stuttgarter Kinderteller.
Neben Schauspiel, Moderation und Tanz arbeitet Gast auch als Synchronsprecherin und als Sprecherin für Werbung, Hörspiel, Hörbuch und Voiceover.

## Filmografie

### Moderation
- 2007–2012: Tigerenten Club (ARD/SWR)
- 2008: Tigerente goes Klassik, Rosengarten Mannheim
- 2008: Tigerentenfest, Böblingen
- 2009–2012: Tigerenten Club Xtra – Das Magazin
- 2009: 30 Jahre Tigerente, Filmpark Babelsberg
- 2009: Tigerente goes Klassik, Schlossplatz Stuttgart
- 2009: Tigernentenfest, Pforzheim
- 2009: Weltkindertagsfest, Berlin
- 2009: First Lego League, Salach
- 2009: 20 Jahre UN-Kinderrechtskonvention, Rotes Rathaus Berlin
- 2010: Tigerentenfest, Böblingen
- 2010: Starke Typen mit Ralf Möller, Dortmund und Düsseldorf
- 2010: Festkonzerte der Chorakademie Dortmund, Konzerthaus Dortmund
- 2010: Preisverleihung Kinder- und Jugendfreundliche Dorferneuerung, Jugendstil-Festhalle Landau
- 2010: Premiere Cinderella – Das märchenhafte Popmusical
- 2010: Verstehen Sie Spaß? Moderation der Einspieler, ARD
- 2011: Weltkindertag, Potsdamer Platz Berlin
- 2011: Reporterin Lokalzeit Ruhr, WDR
- 2012: Festakt 40 Jahre Deutsches Kinderhilfswerk, Berlin
- 2012: Kinderpressekonferenz Internationaler Kindertag, Berlin
- 2012: Weltkindertagsfest Potsdamer Platz, Berlin
- 2014: Bosch Connect Event, Stuttgart
- 2014: Maus Türöffner Tag, Fabasoft Linz

### Sprache
- 2007–2011: stetige Sprechertätigkeit für den Tigerentenclub
- 2008: Augen auf, Kamera läuft!, Lern-CD-Rom
- 2008: Vorleseadventskalender, Stuttgarter Kindertaler
- 2008: Lesung Peter und der Wolf, Regie Syrthos Dreher, Rosengarten Mannheim
- 2009: Imagefilm für das Deutsche Kinderhilfswerk, Voiceover
- 2009: GEOlino Hörspielreihe (3 Folgen), Regie Oliver Versch
- 2009: Sagen und Geschichten aus Köln, Hörbuch, Regie Oliver Versch
- 2009: Vorleseadventskalender, Stuttgarter Kindertaler
- 2009: Lesung Peter und der Wolf, Regie Kirsten Ruppel, Schlossplatz Stuttgart
- 2010: Aufgepasst und Mitgemacht!, Hörspielreihe (10 Folgen), Regie Oliver Versch
- 2010: Bella Sara, Hörspielreihe (3 Folgen), Regie Oliver Versch
- 2010: Freundinnen für immer, Hörspielpilot, Regie Oliver Versch
- 2011: Imagefilm für das Deutsche Kinderhilfswerk, Voiceover
- 2011: Movin In, Synchronstimme Jillian, MTV
- 2011: Space Battleship Yamato, Synchronstimme Besatzungsmitglied, Regie Bernd Nigbur
- 2011: Street Wars – True Justice, Synchronstimme April, Regie Bernd Nigbur
- 2011: Mehr vom Leben-Frauen und Männer mit Behinderungen erzählen, Hörbuch
- 2012: Doctor Who, Robina Redmond, Regie Luise Brings, FOX
- 2013: Sorority Party Massacre, Jessi, Regie Bernd Nigbur, Splendid Synchron
- 2013: La Storia della Arcana Famiglia, Regie Daniel Käser, Anime House GmbH
- 2014: Tari Tari, 13-teilige Serie, Hauptrolle, Regie Daniel Käser, Anime House GmbH

### Schauspiel
- 2000: Anke, Rolle Nina, Regie Sven Unterwaldt, SAT.1
- 2001: Nachtasyl, Rolle Nastja, Regie Michael Krause, Spielfilm
- 2003: Schuldig, Rolle Franziska, Regie Thomas Klees, SAT.1
- 2006: Die Anrheiner, Rolle Mascha, Regie Siegi Jonas, WDR
- 2007: Frau TV, Rolle Frau, Regie Susanne Böhm, WDR
- 2009: Musikvideo Spinner von Revolverheld Regie Johannes Grebert
- 2009: Kinder der Zeit, Rolle Miss Ice, Regie Nadine Veen, Diplomfilm
- 2009: Marienhof, Rolle Katharina, Regie Katrin Schmidt, ARD
- 2009: Underdog, Rolle Anna, Regie Petja Nedeltscheva, Diplomfilm
- 2009: Zu früh gefreut, Rolle Ina, Regie Jens Hartwig, Kurzfilm
- 2009: Carriva, Rolle Frau, Regie Arno Gross, Werbespot
- 2010: Musikvideo „Keine Liebeslieder“ von Revolverheld Regie Johannes Grebert
- 2010: Lernspiel zum Thema Kinderrechte für die Internetseite www.kindersache.de, Rolle Nachrichtensprecherin
- 2010: Lockvogel für Verstehen Sie Spaß?!, Regie Michael Bickl, ARD